# Aphodius vseteckai
Aphodius vseteckai là một loài bọ cánh cứng trong họ Scarabaeidae. Loài này được Tesar miêu tả khoa học năm 1945.